# Stanisław Kościelecki (zm. 1536)
Stanisław Kościelecki herbu Ogończyk (zm. w 1536 roku) – starosta bobrownicki w latach 1535-1536, starosta brzeskokujawski w latach 1535-1536, starosta kowalski w latach 1535-1536.
Poseł na sejm krakowski 1536/1537 roku z województwa poznańskiego i województwa kaliskiego.